# Jean Marie Beaupuy
Pour les articles homonymes, voir Beaupuy.
Jean Marie Beaupuy est un homme politique français, né à La Chapelle-sur-Loire en Touraine le 28 novembre 1943.

## Biographie
Jean Marie Beaupuy a intégré l’Ecole Supérieure des Sciences Commerciales d’Angers, dont il fut diplômé en 1969. Cette même année, il épouse Bernadette Proutiere. Ils auront par la suite cinq enfants. 

## Carrière professionnelle
De 1970 à 1972, il occupe le poste de responsable de Marketing au Courrier de l’Ouest à Angers. Co-gérant des Nouvelles d’Épinay-sur-Seine en 1973. A Reims en 1974, il travaille comme responsable commercial à Moreno SA avant de fonder sa propre société en 1975 : Stratégie Formation. De 1975 à 2005, il assure la direction et le développement de la SARL Stratégie Formation, société de conseil et de formation dans trois domaines : Management des ressources humaines, Management de la qualité, Amélioration de la sécurité et des conditions de travail. Durant trois décennies, les collaborateurs de Stratégie Formation ont permis à des centaines d’entreprises d’obtenir des homologations telles que la certification ISO 9001. Gérant de JMB Management (2006-2013). Gérant de la SCI de Lutetia (1990-2021).

## Engagements politiques
En 1968, il rejoint les clubs Perspectives et Réalités (fondés par Valéry Giscard d’Estaing) et assure la fonction de Président du club d’Angers en 1970 et 1971. 
En 1977, il devient Président Départemental de la Marne du Parti Républicain. Il participe en 1978 à la création de l’UDF dans la Marne avec Jean Louis Schneiter et Bernard Stasi. 
De 1992 à 2001, il exerce la fonction de président des adhérents directs de l’UDF de la Marne.
En 2007, il devient Président du MODEM de la Marne et membre du bureau exécutif national. 
En 2012, il est élu Trésorier du PDE (Parti Démocrate Européen). Fonction qu'il assume jusqu'en décembre 2024.

## Sa ligne politique
Sa ligne politique est guidée par la volonté d’apporter des réponses concrètes aux besoins des citoyens avec des décisions favorisant une plus grande justice sociale tout en maintenant les responsabilités individuelles. 
Il a tenu à conserver son indépendance tout en restant engagé dans des mouvements politiques d’orientation centriste. 

## Mandats électifs
1979 – 1985 : Conseiller général de la Marne 
1983 – 1989 : Adjoint au maire de Reims, chargé des affaires culturelles 
1985 – 1992 : Réélection au Conseil général de la Marne 
1989 – 1995 : Adjoint au maire de Reims, chargé de la Communication 
1992 – 1998 : Réélection au Conseil général de la Marne, Vice président
1995 – 2001 : Conseiller municipal et districal de Reims
1998 – 2004 : Réélection au Conseil général, vice-Président chargé des affaires sociales
2001 – 2008 : Adjoint au maire de Reims, chargé de l’Environnement
2004 – 2009 : Député européen  
2009 - 2014 : Conseiller Municipal d'opposition à Reims.  
Autres responsabilités publiques liés aux mandats électifs : 
-      Administrateur de l’Agence d’urbanisme de Reims (1979 – 2014)
-      Administrateur du Parc de la Montagne de Reims 
-      Président des Commissions locales d’insertion 
-      Président de l’EPSDM (1998 – 2004) 
-       Membre du Comité de pilotage du TGV Est 

## Engagements européens
Au Parlement européen, Jean Marie Beaupuy a été coordinateur ADLE en commission REGI. Auteur de rapports sur la dimension urbaine et la gouvernance des territoires en Europe. 
Président fondateur de l’intergroupe URBAN (qui comptait 70 députés et plus de 90 organisations diverses), dont le but est de faciliter la prise en compte des politiques urbaines dans les dispositifs et les financements de l’UE.  
Auteur du livre « Bâtir des villes durables », il a donné des conférences à travers l’Europe sur le sujet. 
Il assure des conférences en milieux scolaires, universitaires et grand public.. 

## Engagements associatifs
Depuis sa jeunesse, convaincu de l’utilité du système associatif, il a été membre, administrateur et président de plusieurs dizaines d' associations, dont :
- Associations culturelles : Porte Farman (Sculpture), Reims Ville des Sacres, Harmonie du 3ème Canton de Reims, Renaissance des grandes orgues de la Basilique Saint Rémi de Reims - Indépendants de la Marne.

- Associations sociales : Maison d’accueil de Reims (administrateur), Maisons de retraite Jean XXIII (administrateur)

- Associations économiques : Ecorès, Association Immobilière Catholique

- Associations européennes : Mouvement Européen Marne (Président de 2013 à 2019), Mouvement Européen International (Administrateur 2013-2017), Caritas Europa (2010-2011), Via Charlemagne - itinéraire européen (Président 2014-2016).
- Clubs de réflexion : Perspectives et Réalités - GERM - Reims Convergence - E.D.C. (Entrepreneurs et Dirigeant chrétiens).

## Publications
Depuis le lancement d’Aristarque (revue étudiante - 1967), il a créé différentes publications dont le mensuel « Républicain Marnais » (durant 9 ans), la revue annuelle du 3ème canton de Reims (1980 à 2005). Il écrit des centaines d’articles, notamment dans la rubrique Libre Opinion du journal régional l’Union. Il a publié en 2007 un ouvrage intitulé « Bâtir des villes durables ».  

## Distinction
Chevalier de l’Ordre National du Mérite (1995) 
Chevalier de la Légion d'Honneur (2024) 